# 克拉斯內 (卡霍夫卡區)
47°1′5″N 34°3′2″E / 47.01806°N 34.05056°E
克拉斯内（烏克蘭語：Красне）是位於烏克蘭南部的村莊，由赫爾松州卡霍夫卡區的霍爾諾斯塔伊夫卡市鎮負責管轄。該村始建於1922年，面積20平方公里，海拔高度72米，2001年人口352，人口密度每平方公里17.6人。